# 704 Interamnia
A 704 Interamnia egy a Naprendszer kisbolygói közül, amit Vincenzo Cerulli fedezett fel 1910. október 2-án.